# Mell Mina
Mell Karen Mina Ayoví, född 23 oktober 2002, är en ecuadoriansk taekwondoutövare.

## Karriär
I maj 2019 tävlade Mina i 57 kg-klassen vid VM i Manchester, där hon blev utslagen i 32-delsfinalen av australiska Stacey Hymer. I november 2021 tog Mina brons i 67 kg-klassen vid panamerikanska spelen för juniorer i Cali.
I maj 2022 tog Mina brons i 62 kg-klassen vid panamerikanska mästerskapen i Punta Cana. I juli 2022 tog hon brons i 67 kg-klassen vid bolivarianska spelen i Valledupar. I oktober 2022 tog Mina silver i 67 kg-klassen vid sydamerikanska spelen i Asunción efter en finalförlust mot brasilianska Milena Titoneli. Följande månad tävlade Mina i 62 kg-klassen vid VM i Guadalajara, där hon blev utslagen i sextondelsfinalen av kinesiska Zhou Lijun.
I juni 2023 tävlade Mina i 62 kg-klassen vid VM i Baku, där hon blev utslagen i 32-delsfinalen av turkiska Özge Özbey. I maj 2024 tog hon brons i 62 kg-klassen vid panamerikanska mästerskapen i Rio de Janeiro.